# Wauconda
Wauconda és una població dels Estats Units a l'estat d'Illinois. Segons el cens del 2000 tenia 9.448 habitants.

## Demografia
Segons el cens del 2000, Wauconda tenia 9.448 habitants, 3.611 habitatges, i 2.404 famílies. La densitat de població era de 945,1 habitants/km².
Dels 3.611 habitatges en un 33,1% hi vivien nens de menys de 18 anys, en un 54,2% hi vivien parelles casades, en un 8,3% dones solteres, i en un 33,4% no eren unitats familiars. En el 27,4% dels habitatges hi vivien persones soles el 9,4% de les quals corresponia a persones de 65 anys o més que vivien soles. El nombre mitjà de persones vivint en cada habitatge era de 2,58 i el nombre mitjà de persones que vivien en cada família era de 3,16.
Per edats la població es repartia de la següent manera: un 25,1% tenia menys de 18 anys, un 7,2% entre 18 i 24, un 35,8% entre 25 i 44, un 20,5% de 45 a 60 i un 11,4% 65 anys o més.
L'edat mediana era de 36 anys. Per cada 100 dones de 18 o més anys hi havia 98,1 homes.
La renda mediana per habitatge era de 57.805 $ i la renda mediana per família de 69.576 $. Els homes tenien una renda mediana de 47.027 $ mentre que les dones 33.125 $. La renda per capita de la població era de 26.355 $. Aproximadament el 2,1% de les famílies i el 4% de la població estaven per davall del llindar de pobresa.

## Poblacions més properes
El següent diagrama mostra les poblacions més properes.